# La Rambla
La Rambla, antiguamente también llamada Las Ramblas (catalán Les Rambles), es un emblemático paseo de la ciudad de Barcelona que discurre entre la plaza de Cataluña, centro neurálgico de la ciudad, y el puerto antiguo.
El paseo está lleno de gente de día y hasta altas horas de la noche. Está jalonado de quioscos de prensa, flores y otros por decidir que sustituyan a las antiguas paradas de pequeños animales (principalmente aves), actores callejeros, cafeterías, restaurantes y comercios. Cerca del puerto acostumbran a instalarse mercadillos, así como pintores y dibujantes. Paseando por La Rambla pueden verse varios edificios de interés, como el Palacio de la Virreina, así como el mercado de La Boquería y el famoso teatro de El Liceo, en el que se representan óperas y ballets. Una de las calles laterales, de pocos metros de longitud, conduce a la plaza Real, una plaza con palmeras y edificios con soportales que acogen multitud de cervecerías y restaurantes, y en la que se reúnen los fines de semana los coleccionistas de sellos y de monedas. La existencia de numerosos puestos de flores, que teñían de color el lugar, hizo que el famoso escritor británico, Somerset Maugham, calificara Las Ramblas como «paseo más bonito del mundo».
El paseo de La Rambla desemboca en el puerto antiguo (plaza Portal de la Paz), donde se ubica la célebre estatua de Cristóbal Colón, y desde allí una amplia pasarela de paseo a la que se denomina Rambla de Mar lleva hasta el muelle de España, donde se ubica el centro comercial Maremagnum. Por el extremo de montaña y desde la plaza de Cataluña, la trayectoria ascendente que sigue el paseo por el Ensanche hasta encontrarse con la avenida Diagonal recibe el nombre de rambla de Cataluña, considerada un paseo independiente del que transcurre por Ciutat Vella.
En las inmediaciones se encuentra el Museo Marítimo, dedicado especialmente a la historia naval en el Mediterráneo, y en el que se exhibe la reproducción a escala real de una antigua galera de combate. El museo está ubicado en las Atarazanas Reales, astilleros de la Edad Media donde se construían los barcos que conectaban los extensos dominios de la Corona de Aragón en el Mediterráneo. El puerto antiguo ofrece otros atractivos, como un centro de ocio y comercios, restaurantes, un cine IMAX, y el mayor acuario de fauna marina mediterránea.
En el centro histórico, muy cerca de La Rambla, también son interesantes la Catedral de Barcelona, la plaza de San Jaime que acoge los edificios de la Generalidad de Cataluña y del Ayuntamiento de Barcelona, y las estrechas callejuelas tanto del barrio Gótico como del Raval y del Born.

## El término rambla
El término "rambla" es la forma derivada del árabe ramla que hace referencia a un arenal.

## Origen
Antiguamente en la actual Rambla pasaba la riera d'en Malla (también llamada de Cagón, Codon, d'en Bonanat, d'en Ponç o d'en Pomet) que bajaba por la actual calle Balmes y bajaba por la actual Rambla para desembocar en algún punto entre las actuales plaza del Duque de Medinaceli y plaza de la Merced.  Con la construcción de la muralla del Raval en el siglo XV la riera fue desviada. A partir de ese momento se construyeron varios conventos, sobre todo en el lado del Raval. Los conventos desaparecieron con la quema de conventos de 1835 y fueron desamortizados.
En el espacio liberado por la desaparición del los conventos se construyeron varios equipamientos y espacios públicos para la ciudad que aún existen actualmente, como el Liceo, la Boquería y la plaza Real. A partir de 1859 se empezaron a plantar plátanos de sombra de la Dehesa de Gerona. Los primeros árboles datan del 1702, cuando se plantaron 280 chopos que fueron remplazados más tarde por olmos. Estos fueron remplazados de nuevo por acacias en 1832 para finalmente plantar los plataneros mencionados. En 1860 se inauguró la Fuente de Canaletas La venta de flores data de mediados del siglo XIX.

## Las diversas Ramblas

Los diferentes tramos de La Rambla

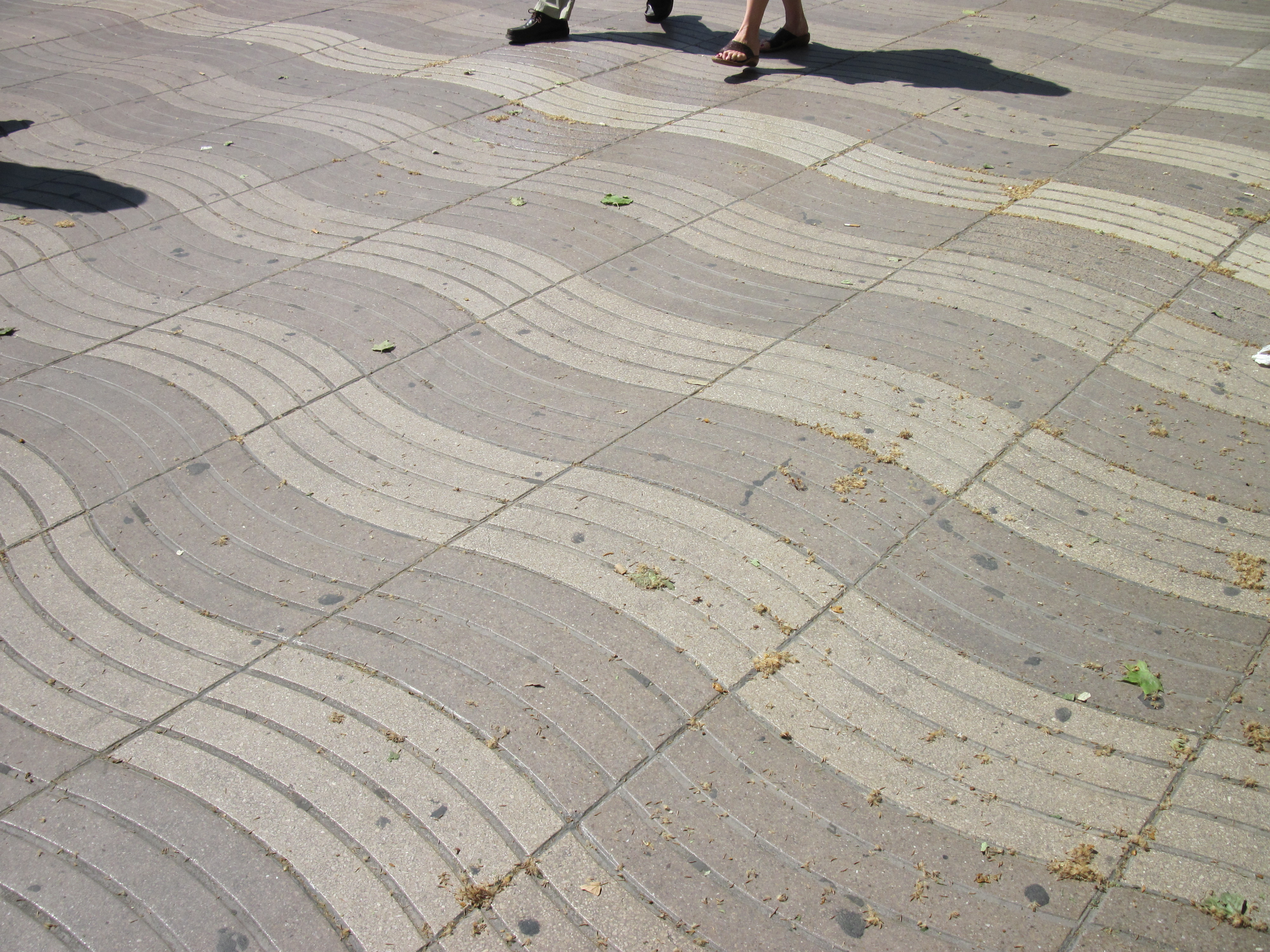
Pavimento característico formando olas en la Rambla

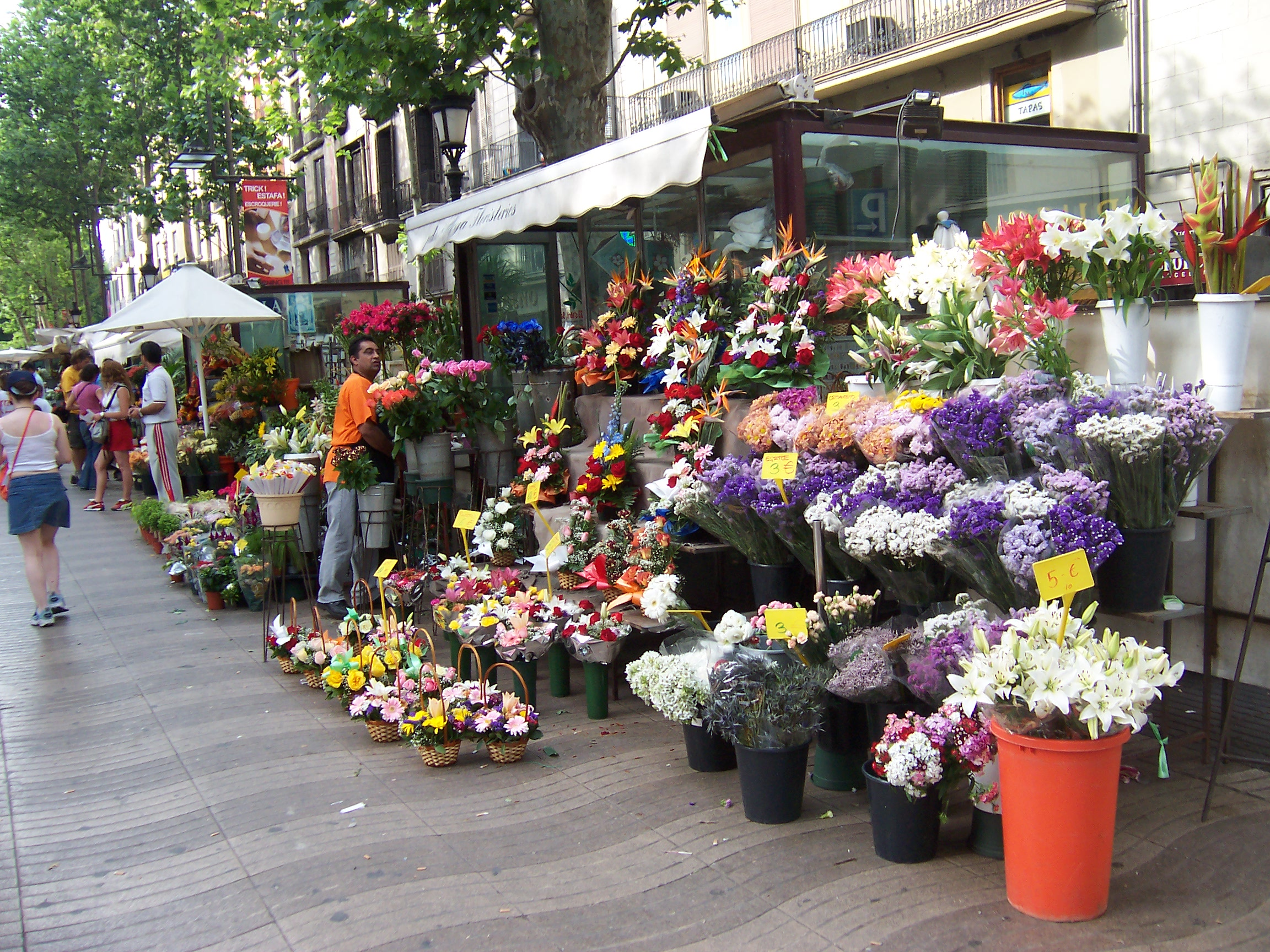
Floristería en La Rambla

La Rambla recibe en sus diferentes tramos diversa nomenclatura, por lo que también es usual su denominación en plural: Las Ramblas. Desde la plaza de Cataluña los diferentes tramos reciben los siguientes nombres:
- Rambla de Canaletas.
- Rambla de los Estudios, así denominado debido a que en este tramo se encontraba el antiguo Estudio General, antecedente de la universidad.
- Rambla de San José.
- Rambla de los Capuchinos, también denominada rambla del Centro.
- Rambla de Santa Mónica.

## Venta de animales en La Rambla

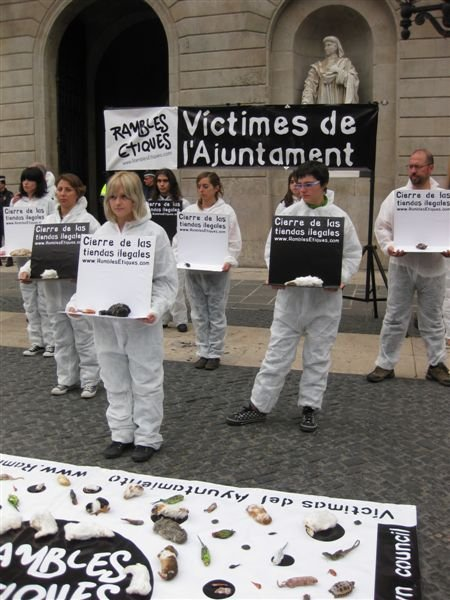
Rambles Étiques protestando frente al Ayuntamiento de Barcelona.

Aunque el Ayuntamiento de Barcelona implementó una normativa para evitar la compra compulsiva de animales, donde se prohibía su exposición al público entre otras regulaciones, en La Rambla aún quedan quioscos que continúan con esta práctica. Organizaciones por los derechos de los animales como la Plataforma Ramblas Éticas, integrada por FAADA y Libera!, han desarrollado campañas durante años para que los vendedores acaten la ordenanza y cesen su actividad por razones éticas y sanitarias.
Desde 2006 hasta la fecha, el Ayuntamiento de Barcelona sólo ha entregado prórrogas a los comerciantes, ofreciendo alternativas como el reacondicionamiento de sus puestos o el cambio de actividad económica.
Esta actividad cesó el domingo 15 de noviembre de 2013 al cerrar puertas el último propietario, Sr. Cuenca.

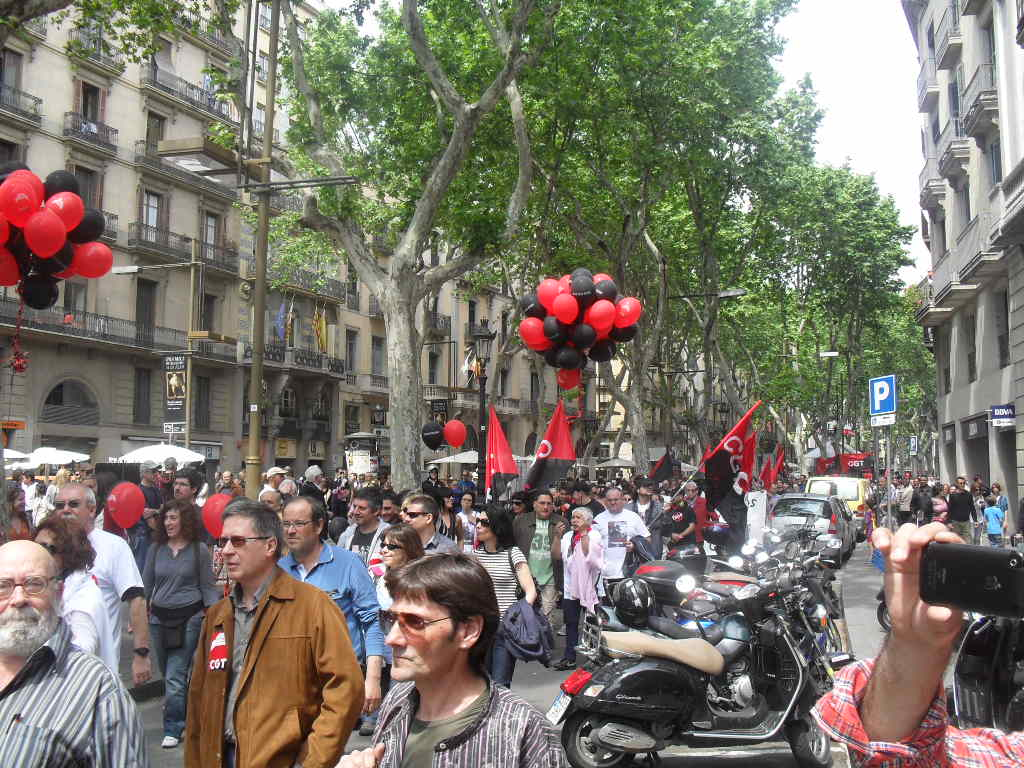
Manifestación en la Rambla

## Actividades gratuitas
Durante el pasado mes de marzo de 2010 se celebraron actividades gratuitas en las ramblas de Barcelona; se quiso rememorar el centro de ebullición cultural que fue desde finales de los años 60 hasta mediados de los 80. Se instaló una carpa cerca de la estación de Drassanes (del 1 al 28 de marzo), posteriormente los actos se organizaron en el Palacio de la Virreina (del 25 de marzo hasta el 24 de mayo de 2010).

## Atentado terrorista del 17 de agosto de 2017
La Rambla de Canaletas fue el escenario de un atentado terrorista, reivindicado horas más tarde por el autodenominado Estado Islámico, que tuvo lugar en Barcelona la tarde del 17 de agosto de 2017.
A las 16:49 h una furgoneta Fiat Talento de color blanco accedió al tramo central y peatonal de La Rambla desde plaza de Cataluña, llevándose a su paso a todos los transeúntes que se encontraban paseando, avanzando haciendo zigzag hasta llegar a detenerse sobre el pavimento Miró, a 500 m desde el inicio de su recorrido.
El atentado se saldó con 15 fallecidos y más de un centenar de heridos de 34 nacionalidades distintas.